# أندريه ماسون (اقتصادي)
أندريه ماسون (بالفرنسية: André Masson)‏ هو اقتصادي فرنسي، ولد في 21 مايو 1950 في نانسي في فرنسا.